# ليلى الكرعة
ليلى الكرعة هي رياضية بارالمبية مغربية من مواليد 10 يونيو 1977، متخصصة في رياضة رمي القرص إف 40 (F40).
شقيقتها نجاة الكرعة هي أيضاً بارالمبية مغربية بارزة في هذا المجال.

## مسيرتها
شاركت في الألعاب البارالمبية الصيفية 2004 في أثينا، اليونان. هناك فازت بميدالية فضية في رمي القرص إف 40 للسيدات. شاركت أيضًا في رمي الرمح إف 40 للسيدات.
كما شاركت في الألعاب البارالمبية الصيفية 2008 في بكين، الصين. هناك فازت بميدالية برونزية في رمي القرص إف 40 للسيدات. شاركت أيضًا في رمي القرص إف 40 للسيدات.

## روابط خارجية
- ليلى الكرعة على موقع Paralympic.org (الإنجليزية)
- ليلى الكرعة على موقع IPC.InfostradaSports.com (مؤرشف) (الإنجليزية)